# 이준규 (경찰)
이준규는 5.18 광주민주화운동 당시 목포경찰서 서장이었다. 진압에 반대하는 행위로 파면당하고 선고유예를 받았다. 사후 재심에서 무죄 판결을 받았다.